# Porfirije (patriarca serbo)
Porfirije (in serbo Порфирије?, nato Prvoslav Perić; Bečej, 22 luglio 1961) è un arcivescovo ortodosso serbo, 46º patriarca della Chiesa ortodossa serba.
Dal 2014 al 2021 è stato vescovo metropolitano di Zagabria e Lubiana. Precedentemente è anche stato vescovo titolare di Jegra dal 1999 al 2014. È succeduto all'ex patriarca Irinej, morto nel 2020 a causa di un'infezione da COVID-19.
È anche un professore universitario e autore di alcuni scritti teologici.
Uomo del dialogo ecumenico, ha sempre dimostrato un'attenzione simpatetica verso la cultura occidentale e si è tenuto lontano dagli estremismi nazionalistici di destra. Da quando si è insediato sul trono patriarcale, ha avviato una politica di "simbiosi" (o "sinfonia") con il presidente della Serbia, la cui linea è invece caratterizzata da un marcato nazionalismo e da una esaltazione della cosiddetta "religione civile".